# Курганные захоронения Хит Вуд

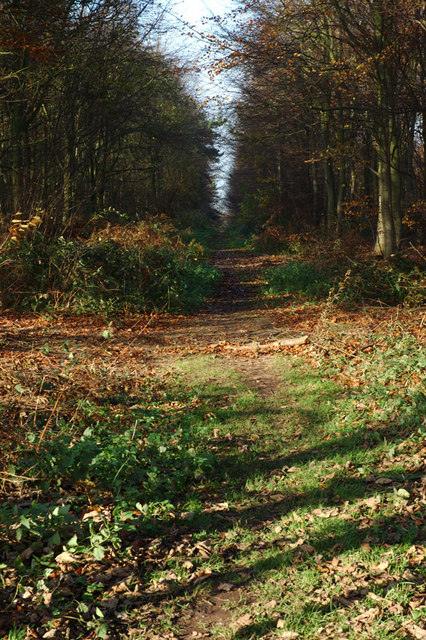

Курганные кладбища Хит Вуд (Курганные захоронения Верескового леса; англ. Heath Wood barrow cemetery) — место погребения викингов около Инглби, Дербишир.

## Описание
На территории Хит Вуда находятся 59 погребальных курганов викингов. Такое место кремации языческих скандинавов является уникальным для Британских островов. Предполагается, что на этом месте располагались военные кладбища Великой армии язычников, прибывших на территорию Англии около 873—878 гг. Ранние раскопки показали, что некоторые холмы были пустыми кенотафами, своеобразными памятниками, не содержащими останков.
Благодаря раскопкам в 2004 году были найдены некоторые артефакты, которые сейчас выставлены в Музее и художественной галерее Дерби. Предполагается, что эти останки датируются тем же периодом, что и кладбище; они были найдены около Рептона. Тем не менее, места упокоения воинов около Рептона не носят кремационного характера.